# Puppis
Puppis (Pup), a Popa, é uma constelação do hemisfério celestial sul. O genitivo, usado para formar nomes de estrelas, é Puppis. Junto com suas vizinhas Quilha, Bússola e Velame, era parte de uma antiga constelação maior, o Navio dos Argonautas, desmembrada em 1877, por iniciativa do astrônomo francês Nicolas Louis de Lacaille, objetivando facilitar a tarefa de numerar e catalogar as estrelas daquela área. As constelações vizinhas atuais são a Hidra, o Unicórnio, o Cão Maior, a Pomba, o Pintor, a Quilha, o Velame e a Bússola.

A estrela mais brilhante de Puppis tem magnitude 2.25 e é muitas vezes chamada de Naos. Trata-se de uma supergigante, uma das mais brilhantes conhecidas, com um brilho intrínseco estimado em 60.000 vezes superior ao do Sol, localizada a mais de 2.000 anos-luz da Terra. Se estivesse entre as estrelas mais próximas, a apenas algumas dezenas de anos-luz, seria tão brilhante no céu quanto o planeta Vênus (um astro tão luminoso que, eventualmente, é visto durante o dia). Outra estrela intrigante na constelação é V Puppis, que se localiza num de seus extremos. Tal estrela, a olho nu, é vista solitária, mas na realidade consiste de dois astros gigantes, tão próximos que, em termos astronômicos, são uma verdadeira raridade. As duas estrelas levam apenas um dia e meio para completar uma volta em torno da outra. Conforme uma passa em frente a outra, vistas a partir da Terra, sua magnitude sofre grandes alterações, indo de 4.7 a 5.3.

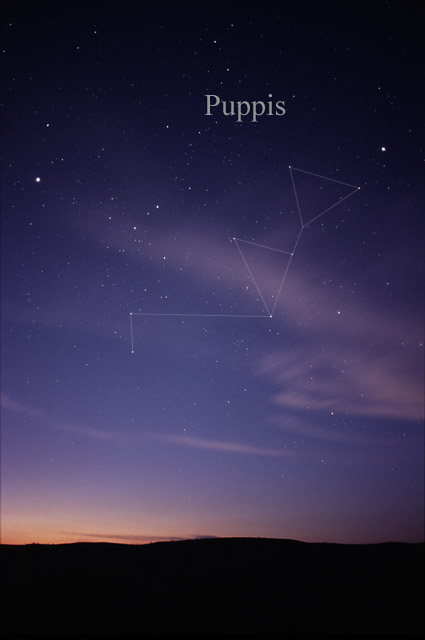
A região da constelação Puppis.

## Sistemas Planetários
Vários sistemas de exoplanetas têm sido encontrados em torno de estrelas na constelação de Puppis, incluindo:
- Em 17 de maio de 2006, foi descoberto que HD 69830 (a mais próxima estrela da constelação) possui um planeta com massa que ascende a três vezes à do planeta Netuno. A estrela também possui o que parece ser um cinturão de asteroides.
- Em 21 de junho de 2007, foi encontrado o primeiro planeta extrassolar no aglomerado estelar aberto NGC 2423-3. O planeta possui 10,6 vezes a massa de Júpiter e orbita sua estrela a uma distância de 2,1 unidades astronômicas (UA).
- Em 22 de setembro de 2008, dois planetas semelhantes a Júpiter (no que diz respeito a tamanho e densidade) foram descobertos em torno da estrela HD 60532. O planeta HD 60532 b possui massa que ascende a 1,03 à de Júpiter e orbita a 0,759 unidades astronômicas, levando 201,3 dias para completar uma órbita em torno de sua estrela. O planeta HD 60532 c, por sua vez, tem uma massa de 2,46 vezes a de Júpiter, orbita a 1,58 UA de seu sol e leva 604 dias para girar em torno do mesmo.
- Em 1 de julho de 2013, um planeta foi encontrado orbitando a estrela HD 70642. Este planeta se assemelha a Júpiter, no que diz respeito a seu tamanho e características orbitais.

## Objetos do céu profundo
Uma vez que a Via Láctea avança através de Puppis, quando vista a partir da Terra, existe um grande número de aglomerados abertos na constelação. M46 e M47 são dois aglomerados abertos no mesmo campo binocular. M47 pode ser visto a olho nu, quando o observador se encontra longe da luminosidade urbana, e suas mais brilhantes estrelas atingem a sexta magnitude. Messier 93 (M93) é outro aglomerado aberto, estando mais ao sul. NGC 2451 é um aglomerado aberto muito brilhante, contendo a estrela c Puppis, e o aglomerado NGC 2477 é um bom alvo para pequenos telescópios. A estrela Pi Puppis é o principal componente de um brilhante grupo de estrelas conhecido como Collinder 135.
M46 é um aglomerado circular com magnitude que ascende a 6.1, a uma distância de aproximadamente 5400 anos-luz da Terra. A nebulosa planetária NGC 2438 se encontra também a cerca de 5400 anos-luz da Terra. Trata-se de uma nebulosa que se distingue do campo estelar.